# 디지털 네거티브
디지털 네거티브(Digital Negative, DNG)는 어도비 사가 디지털 사진 용으로 개발한 개방형 무손실 Raw 이미지 포맷이다. 
어도비의 라이선스는 라이선스 사용자가 소스 및 문서에 어도비로부터 라이선스를 부여받았다는 텍스트를 눈에 띄게 표시하고 라이선스 사용자가 읽기 또는 관련하여 어도비 또는 그 계열사에 대해 특허 소송을 제기하는 경우 라이선스가 취소될 수 있다는 조건에서 비용 없이 사용할 수 있도록 허용한다. DNG 사양을 준수하는 파일 쓰기. 2004년 9월 27일에 출시되었다. 출시에는 DNG 사양의 첫 번째 버전과 무료 DNG 변환기 유틸리티를 비롯한 다양한 제품이 함께 제공되었다. 출시 이후 출시된 모든 어도비 사진 조작 소프트웨어(예: 어도비 포토샵 및 어도비 라이트룸)는 DNG를 지원한다.
DNG는 TIFF/EP 표준 형식을 기반으로 하며 메타데이터를 많이 사용해야 한다. 파일 형식의 사용은 로열티가 없다. 어도비는 누구나 DNG를 사용할 수 있도록 허용하는 라이선스를 게시했으며 DNG에 대한 알려진 지적 재산권 저당권 또는 라이선스 요구 사항이 없다고 밝혔다. 어도비는 DNG가 표준 기구에 의해 통제되어야 한다는 합의가 있다면 그 아이디어에 개방적이라고 밝혔다. 어도비는 TIFF/EP 개정판에 통합하기 위해 DNG를 ISO에 제출했다.